# コキンチョウ
コキンチョウ（胡錦鳥、学名: Chloebia gouldiae） は、鳥綱スズメ目カエデチョウ科コキンチョウ属に分類される鳥類。本種のみでコキンチョウ属を構成する。

## 分布
オーストラリア北部から北西部にかけて
雨期に南下し、冬季に北上する個体群もいる。

## 形態
全長12.5-14センチメートル。
幼鳥は頭部の羽衣が灰色で、背の羽衣や翼は黄緑色。尾羽が非常に短い。オスは頭部の羽衣が主に黒（約75%）だが、赤（25%）やまれに黄色の個体もいる。中央尾羽が長い。メスは中央尾羽が長くない。

## 生態
樹木が点在する乾燥した草原に生息するが、水辺の草原やマングローブ林、低木林に生息することもある。雨期になると下草が繁茂した草原、スピニフェクス属が生えた森林や低木林に生息する。非繁殖期には大規模な群れを形成することもある。危険を感じると尾を動かし、驚くと茂みの中に隠れる。
食性は雑食で、主にイネ科の種子を食べる。乾季は主にモロコシ属の種子を食べる。雨期になると昆虫も食べる。
繁殖形態は卵生。1-4月に樹洞やシロアリの蟻塚に、直接4-8個の卵を産む。抱卵期間は12-13日。雛は孵化後21日で巣立つ。

## 人間との関係
野焼きや放牧による生息地の破壊や営巣木の減少、食物の競合、ペット用の乱獲、外来種のダニによる感染症などにより生息数は減少している。1986年に捕獲が禁止された。日本には1970年代にペットとして入ってきた。

## 画像

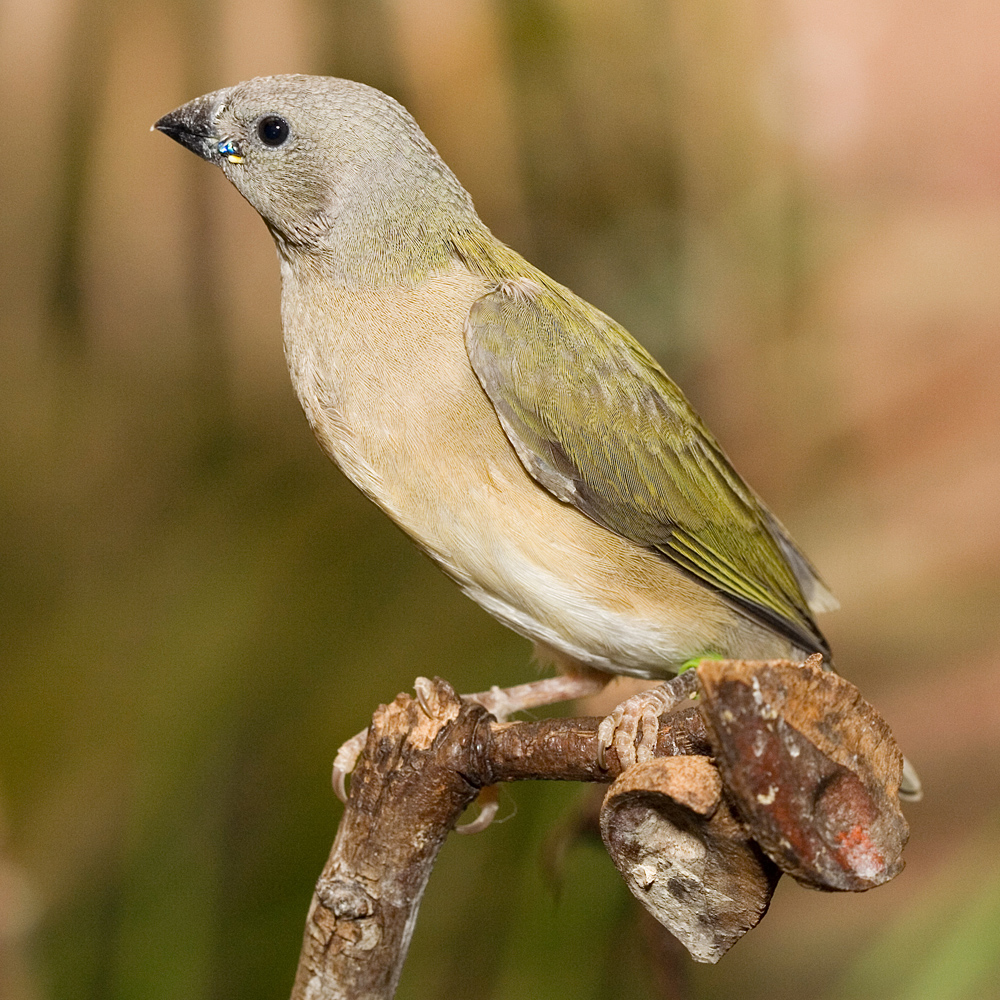
幼鳥